# Volkshuisvesting

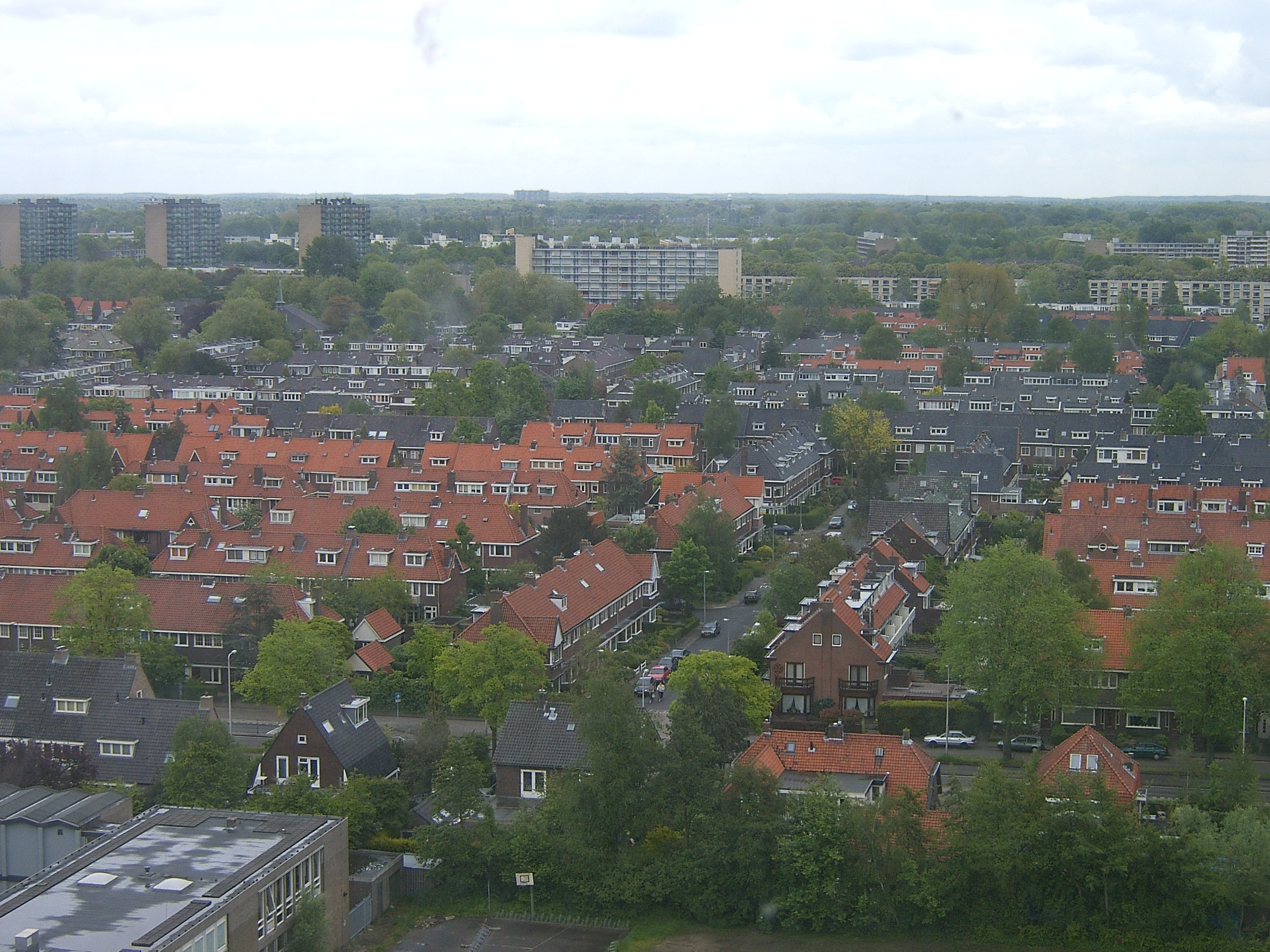
Wijk in Utrecht

Volkshuisvesting is een begrip uit politiek en overheidsbeleid dat betrekking heeft op het verantwoord huisvesten van de bevolking. De belangrijkste uitgangspunten van de volkshuisvesting in Nederland zijn neergelegd in de Woningwet. Deze wet trad in werking op 1 augustus 1902.
Volgens Artikel 22 van de grondwet is de Staat verplicht zorg te dragen voor voldoende woongelegenheid.

## Internationale geschiedenis

### Fabrieksarbeid en verpaupering in steden
In de 19e eeuw, tijdens de industriële revolutie, trokken veel burgers van het platteland naar de stad, omdat er op het platteland veel werkloosheid en voedseltekort was terwijl in de steden de industrie groeide en daar steeds meer werk beschikbaar kwam. In de steden werden nieuwe huizen gebouwd door huisexploitanten en grondspeculanten met het doel winst te behalen. Het fabriekswerk werd echter slecht betaald en een baan was onzeker. De goedkope woningen in de grote steden in Europa raakten overbevolkt door kamersgewijze verhuur en in de binnensteden ontstonden sloppenwijken, verwaarloosde panden aan nauwe stegen zonder stromend water en riolering. De woonomstandigheden van de bevolking die afhankelijk was van fabriekswerk, waren in de regel erbarmelijk. Vaak woonden meerdere gezinnen opeengepakt in woningen met weinig daglicht. Er was weinig of geen geld voor meubels en het was niet ongebruikelijk dat drie tot vijf personen een kamer deelde. Kinderen groeiden op in krotten en natte kelderwoningen, kleine alkoofwoningen of afgeschotte zolderkamers en hadden geen ruimte zich te ontwikkelen. Bij een cholera-epidemie in 1866 overleden minstens 21.000 mensen op een bevolking van circa 3,5 miljoen. Na kweek van de cholera-bacterie in 1883 door Robert Koch en zijn bewijs van de samenhang tussen ziekte en bacterie, werd het belang van hygiënische maatregelen duidelijk.

### Sociale woningbouwvereniging en Woningwet

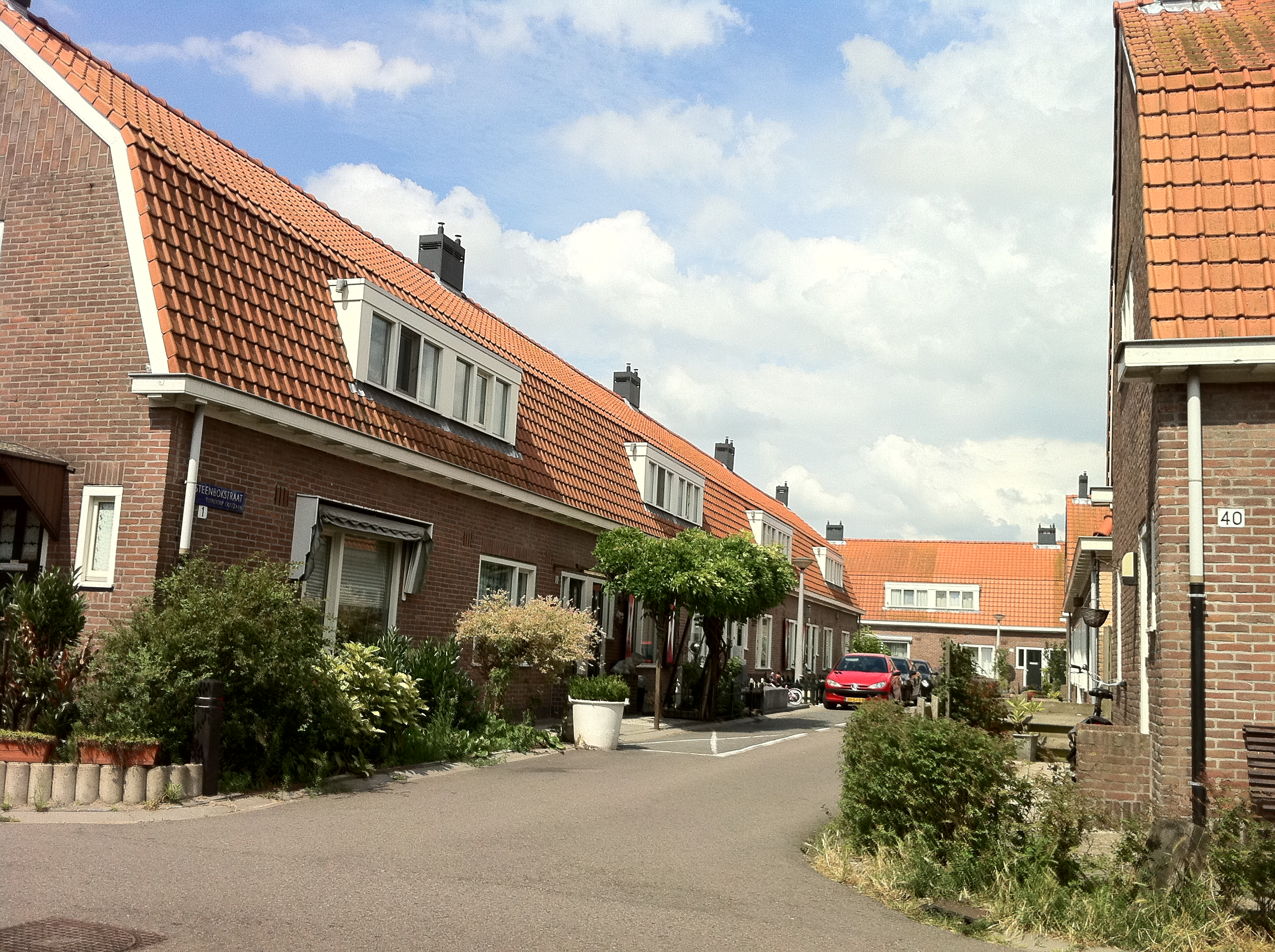
Arbeiderswoningen in Tuindorp Oostzaan, nu verhuurd door Ymere.

De slechte woonsituatie werd vanaf het midden van de 19e eeuw in kaart gebracht, onder andere door de Duitse industrieel ondernemer, filosoof en schrijver Friedrich Engels met het werk De toestand van de arbeidersklasse in Engeland. Engels analyseerde de situatie vanuit een nieuwe maatschappelijke theorie, het 'socialisme'. In 1854 maakte een onderzoekscommissie een verslag voor de koning waar een verband werd gelegd tussen gezondheid en huisvesting en in de loop van de negentiende eeuw bouwden circa tweehonderd filantropische woningbouwverenigingen in Nederland ruim 10.000 woningen, een paar procent van alle nieuwbouw.
Tegen het eind van de 19e eeuw zagen burgers met stemrecht in meerderheid een rol voor de overheid. Dat resulteerde in België in 1889 tot het aannemen van een wet ter bevordering van de bouw van arbeiderswoningen. In Nederland in 1902 tot het opstellen en aannemen van de Woningwet waar de landelijke overheid stuurt en woningbouwcorporaties en gemeenten uitvoeren. Krotten moesten worden ontruimd en afgebroken, bewoners ondergebracht in nieuw te bouwen betaalbare woningen. Hier komt het begrip woningwetwoning vandaan. Vanaf 1910 komt de bouw van woningwetwoningen op gang, vanaf 1915 gaan gemeenten een groot deel van planning en bouw zelf uitvoeren omdat woningbouwverenigingen het voor de allerarmsten lieten afweten. De ideeën van Ebenezer Howard over de bouw van tuindorpen aan de rand van steden komen in zwang.

### Fabriekswoningen
Vanaf het midden van de negentiende eeuw gaan ondernemingen woningen voor hun arbeiders bouwen. Er is behoefte aan grote fabriekscomplexen die op goedkope grond buiten de steden worden gevestigd en daar wonen geen arbeiders. In Duitsland bijvoorbeeld Siemensstad in Berlijn en Heimaterde van Krupp in Essen, in Frankrijk de cité-ouvrière van Jean Dollfus in Mulhouse, Elzas, in Engeland Port-Sunlight van Lever Bros en in Nederland, Delft het Agneta-park. Latere voorbeelden in Nederland zijn vanaf 1910 het Philipsdorp in Eindhoven, Stork met ’t Lansink in Hengelo, dakpannenfabriek Oosthoek in Alphen aan den Rijn en de kolonies van de Staatsmijnen in Zuid-Limburg.

## Nederland

### Departementen

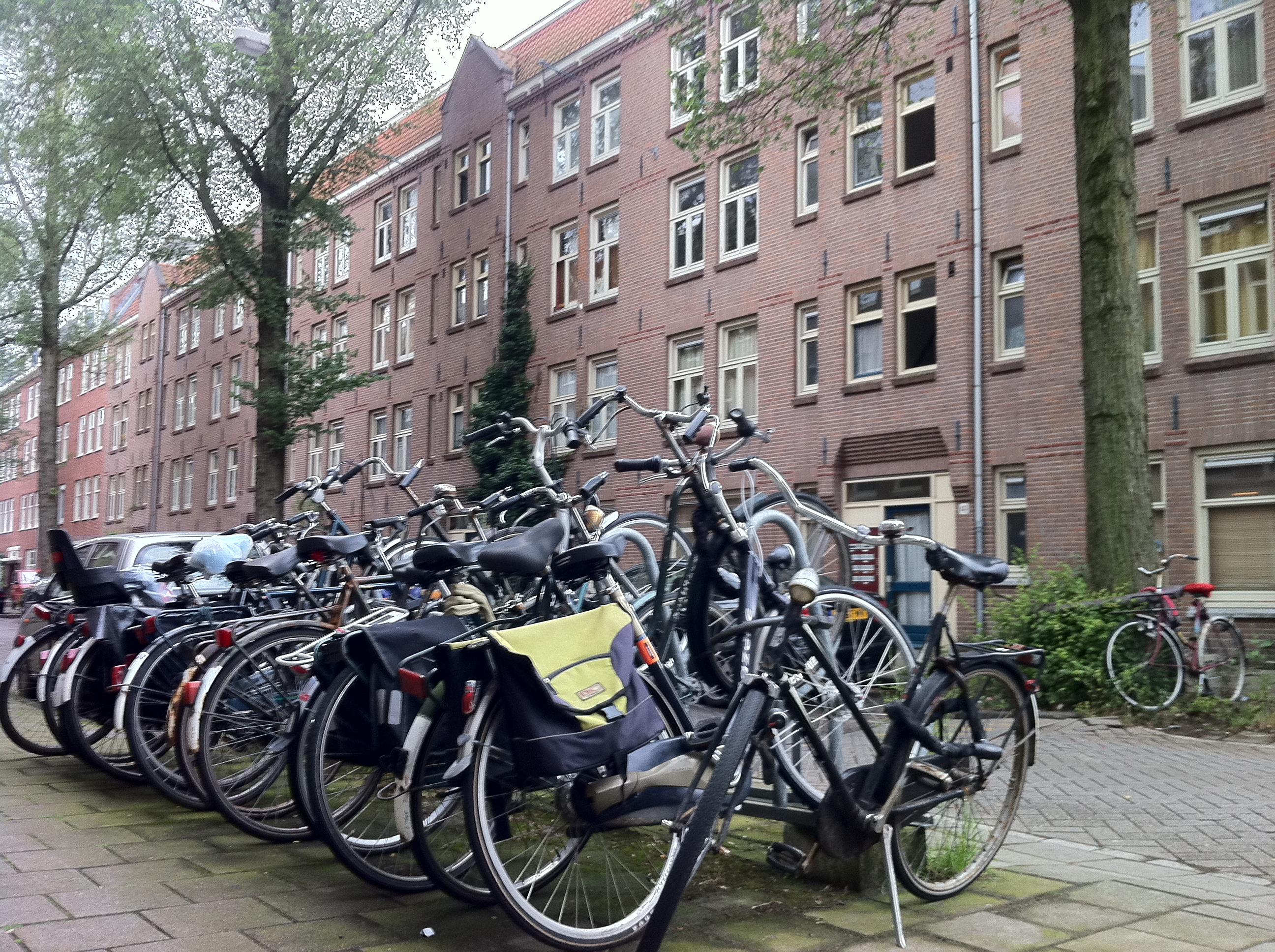
Etagewoningen in Amsterdam gebouwd door De Arbeiderswoning, ontwerp Hein Berlage

Vanaf het ingaan van de Woningwet tot 1945 viel het volkshuisvestingsbeleid onder de ministeries Binnenlandse Zaken en Sociale Zaken. De grote steden brachten dit beleid onder  bij een wethouder, zoals in Amsterdam bij wethouder Volkshuisvesting Floor Wibaut. In 1945 werd het ministerie van Openbare Werken en Wederopbouw opgericht. In 1947 werd de directie van Waterstaat verhuisd naar het ministerie van Verkeer en de nieuwe naam werd: Ministerie van Wederopbouw en Volkshuisvesting. Na nog enige naamswijzigingen werd de naam  in 1982 ministerie van Volkshuisvesting, Ruimtelijke Ordening en Milieubeheer (VROM). Vanaf 14 oktober 2010 is met de beëdiging van het kabinet-Rutte I besloten een aantal ministeries samen te voegen. Het ministerie van VROM werd opgeheven en de onderdelen Wonen, Wijken en Integratie, waaronder ook de bouwregelgeving zijn overgegaan naar het ministerie van Binnenlandse Zaken en Koninkrijksrelaties.

### Trendbreuk
Politiek gezien staat de uitvoering van het volkshuisvestingsbeleid, waarbij woningcorporaties altijd een centrale rol hebben gespeeld, voortdurend ter discussie. De voorraad sociale huurwoningen zou volgens sommigen uit de pas lopen met de groep mensen die hierop zijn aangewezen: er zouden meer dan genoeg sociale huurwoningen zijn, maar deze woningen zouden ook gehuurd worden door mensen met genoeg inkomen voor een vrije sector huurwoning of een koopwoning. Daarmee zou een overheveling van sociale-huurwoningen naar koopwoningen of vrijesectorhuurwoningen zijn gerechtvaardigd. De kabinetten-Rutte hebben verschillende maatregelen genomen die hiertoe moeten leiden. Daarmee vindt een trendbreuk plaats in meer dan 100 jaar volkshuisvestingsbeleid, waarin de sector met sociale woningbouw voortdurend is gegroeid, naar een beweging waarin het aanbod van sociale huurwoningen door woningcorporaties aanzienlijk gaat afnemen.
Anno 2021 bleek dat de toegenomen druk op marktwerking vooral leidde tot steeds hogere huurprijzen in de vrije sector, waarbij ook de sinds 1 juli 2016 toegestane huurcontracten voor bepaalde tijd een rol speelden. Per 1 juli 2024 werd daarom de mogelijkheid van tijdelijke huur weer geschrapt, met uitzondering van de verhuur aan specifieke doelgroepen.

## Suriname
In Suriname boog het gouvernement zich in 1948 voor het eerst over de woningbouw voor de inwoners met de laagste inkomens. Op 7 maart 1951 werd de Stichting Volkshuisvesting Suriname (SVS) opgericht met de taak om gouvernementswoningen en ambtenarenwoningen te bouwen en exploiteren. Het huizenbestand breidde in de jaren erna met onder meer Bruynzeel-woningen uit. In de decennia erna werd in het kader van het Welvaartsfonds ook Zelfbouw geïntroduceerd, een systeem dat zelfs internationale aandacht trok onder de naam aided self help. Die huizen werden verkregen in huurkoop met een afbetaling in twintig jaar. Rond 1987 werd ook geëxperimenteerd met groeiwoningen waaraan later extra kamers gebouwd konden worden. De overgang naar huurkoop was blijvend vooral ook omdat de betaalmoraal bij huurwoningen in de praktijk slecht was. Begin 21e eeuw werd daarnaast het Low Income Shelter Program (LISP) in het leven geroepen, een samenwerkingsverband tussen de Surinaamse overheid en de Inter-Amerikaanse Ontwikkelingsbank en later ook de Islamitische Ontwikkelingsbank.